# Piz Tschierva
Le piz Tschierva est un sommet des Alpes, en Suisse (canton des Grisons), à 3 546 m d'altitude. Il fait partie de la chaîne de la Bernina. Sa voie d'accès se fait par la cabane de Boval (2 495 m) ou par la cabane de Tschierva (2 583 m).